# Gignod
Gignod (trong tiếng Francoprovençal Dzegnou) là một đô thị tại vùng tự trị thung lũng Aosta phía bắc Ý. Đô thị này có diện tích 25 km², dân số 1261 người..
Đô thị này có làng trực thuộc: Arliod, Arsanières, Buthier Gorrey, Caravex, Chambavaz, Champex, Champlong, Champlorensal, Champorcher, Chatellair, Chef Lieu, Chez Courtil, Chez Henry, Chez Percher, Chez Roncoz, Chez Roux, Chez Sentin, Clemencey, Colière, Cré, Crou, Faverge, Fiou, Gorrey, La Bedegaz, La Cau, La Cheriéty, La Clusaz, La Condéminaz, La Forge, La Minchettaz, La Ressaz, Le Château, Les Côtes, Lexert, Maisonnettes, Meylan, Montjoux, Moré, Moulin, Petit Quart, Perre Besse, Plan Château, Plan Meylan, Planet Côte, Planet Plan, Rovin, Roysod, Savin, Seycinod, Tercinod, Valcartey, Variney, Véclos, Véfan, località Buthier Verney.
Đô thị này giáp các đô thị sau: Allein, Aoste, Doues, Etroubles, Roisan, Saint-Oyen, Saint-Pierre, Saint-Rhémy-en-Bosses, Sarre.

## Biến động dân số
| Allein • Antey-Saint-André • Aoste • Arnad • Arvier • Avise • Ayas • Aymavilles • Bard • Bionaz • Brissogne • Brusson • Challand-Saint-Anselme • Challand-Saint-Victor • Chambave • Chamois • Champdepraz • Champorcher • Charvensod • Châtilon • Cogne • Courmayeur • Donnas • Doues • Emarèse • Etroubles • Fontainemore • Fénis • Gaby • Gignod • Gressan • Gressoney-La-Trinité • Gressoney-Saint-Jean • Hône • Introd • Issime • Issogne • Jovençan • La Magdeleine • La Salle • La Thuile • Lillianes • Montjovet • Morgex • Nus • Ollomont • Oyace • Perloz • Pollein • Pont-Saint-Martin • Pontboset • Pontey • Pré-Saint-Didier • Quart • Rhêmes-Notre-Dame • Rhêmes-Saint-Georges • Roisan • Saint-Christophe • Saint-Denis • Saint-Marcel • Saint-Nicolas • Saint-Oyen • Saint-Pierre • Saint-Rhémy-en-Bosses • Saint-Vincent • Sarre • Torgnon • Valgrisenche • Valpelline • Valsavarenche • Valtournenche • Verrayes • Verres • Villeneuve |